# Anicetus parvus
Anicetus parvus är en stekelart som beskrevs av Compere 1937. Anicetus parvus ingår i släktet Anicetus och familjen sköldlussteklar.
Artens utbredningsområde är:
- Kongo.
- Uganda.

Inga underarter finns listade i Catalogue of Life.